# Святилище (Halo)
«Святилище» (Sanctuary) — перший епізод другого сезону американського воєнного науково-фантастичного серіалу «Halo». Епізод написав Дебс Петерсон, сценарист — Девід Вінер. Перший показ відбувся 8 лютого 2024 року.

## Зміст
Кортану хірургічно вилучають з мозку Джона, що рятує йому життя. Через шість місяців Джона в складі Срібної команди відправляють на місію з евакуації мешканців планети Святилище, що невдовзі буде обстріляна з орбіти Ковенантом. Мешканці планети пручаються; «Спартанці» незадоволені, що їх не допустили до важливіших завдань.
Група зв'язківців у цей час зникла в тумані і Джон вирушає на їх пошуки один. Він рятує піхотинку Талію Перес, а решту її команди вбивають Еліти. Декілька Елітів з енергетичними мечами оточують Перес і Чіфа, але йдуть, коли Джон бачить фігуру, схожу на Макі.
Повернувшись на Рубіж, Срібна команда знайомиться з оперативником ККОН Джеймсом Акерсоном, який замінив на посаді Кетрін Голзі. Акерсон цікавиться наслідками перебування Кортани в мозку Джона, та не довіряє його звіту про зустріч з Елітами. Джон не може пояснити, навіщо Ковенант висаджував війська на планету, яка все одно буде випалена.
Незабаром Джон таємно зустрічається з Парангоскі, яку звільнили з ККОН (Космічне Командування Об'єднаних Націй), і вона дає йому «тривожну кнопку», щоб вони могли за потреби побачитися.
Тим часом Сорен на станції «Уламок» цікавиться молодим рабом, який стверджує, що знає, де перебуває Голзі. Ігноруючи занепокоєння дружини Лаери, Сорен купує раба та за його вказівками прилітає до залишків зорельота. Там він потрапляє в пастку, влаштовану конкурентами за владу на «Уламку».
На планеті Раббл Кван перебуває в печері із сином Сорена Кесслером та безліччю зіркових карт, намальованих на стелі.

## Сприйняття та відгуки
Станом на травень 2025 року на сайті «IMDb» серія отримала 7,5 бала підтримки з можливих 10 при 3799 голосах користувачів.
У огляді «Metacritic» серія отимала оцінку в 4.7 бала на основі 7 оглядів критиків.
Еш Перріш для «The Verge» зазначав: «Схоже, що розробники другого сезону „Halo“ засвоїли урок. Перший епізод разюче контрастує з пілотною серією першого сезону. Сюжет чіткіший та цілеспрямованіший, а Мастер Чіф та Срібна команда більше нагадують спартанців, яких ми бачили протягом двох десятиліть ігор. Це в поєднанні з покращеними візуальними ефектами, що виправляють помилки попереднього сезону, коли прибульці Ковенанту виглядали пластиковими та фальшивими, робить прем'єру сезону не лише корекцією курсу, але й чимось, що сподобається навіть найсуворішим фанатам.»
Оглядач «IGN» Гайден Мерс писав: «На щастя чи на жаль, другий сезон „Halo“ ще більше закріплює за серіалом „Paramount+“ статус окремого творіння, відмінного від мегапопулярних ігор, які його надихнули. Однак він так і не досягає тих високих цілей, які були поставлені перед ним. Адаптація пережила творчі потрясіння, помірковану критику та потік скарг фанатів. Але залишається одне непереборне завдання: як це змусить нас перейматися? Поки що ніяк. Так, вражаюче передані зображення „Halo“ та ретельно поставлені дії є життєво важливими переходами від незграбної динаміки та важкої політиканської гри, що переповнюють його історію. Але важко ігнорувати, наскільки все це здається „плоским“.»
В огляді «TL;DR Movie Reviews and Analysis» Браян Макнамара проставив серії 3.5 зірки з 5 і зазначав: «Де історія справді зазнає невдачі, так це посередині. Я розумію роль, яку грає Джеймс Акерсон у серіалі, і в першому епізоді більш ніж достатньо натяків на швидке майбутнє. Однак можна було передбачити, що серіал зупиниться з усіма цими проповідями, і невідомо, чи достатньо того, що Мастер Чіф знайшов цивільну Маргарет Парангоскі, та таємну місію. Мастер Чіф існує для того, щоб записувати імена та роздавати копняки, а сюжетна лінія з підступністю поки що не працює. Однак попереду можуть бути захопливі часи.»

## Знімались
| Актор               | Роль                 |
| ------------------- | -------------------- |
| Пабло Шрайбер       | Чіф                  |
| Наташа Мак-Елгон    | Кетрін Голзі         |
| Джозеф Морган       | Джеймс Акерсон       |
| Шабана Азмі         | адміралка Парангоскі |
| Крістіна Беннінгтон | Кортана              |
| Наташа Кулзак       | Різ-028              |
| Олів Грей           | Міранда Кейс         |
| Єрін Ха             | Кван                 |
| Бентлі Калу         | Ваннак-134           |
| Кейт Кеннеді        | Кей-125              |
| Чарлі Мерфі         | Макі; Благословенна  |
| Фіона О'Шонессі     | Лаера                |
| Крістіна Родло      | Талія Перес          |
| Денні Сапані        | Джейкоб Кейєс        |
| Джен Тейлор         | Кортана (голос)      |
| Віктор Окерблом     | Арбітр               |
| Тайлан Бейлі        | Кеслер               |
| Бокім Вудбайн       | Сорен-066            |